# Giuseppe Franzelli
Giuseppe Franzelli MCCJ (* 9. April 1942 in Roccafranca) ist ein italienischer Ordensgeistlicher und emeritierter römisch-katholischer Bischof von Lira.

## Leben
Giuseppe Franzelli trat der Ordensgemeinschaft der Comboni-Missionare bei, legte am 9. September 1963 die Profess ab und empfing am 11. März 1967 die Priesterweihe.
Papst Johannes Paul II. ernannte ihn am 1. April 2005 zum Bischof von Lira. Die Bischofsweihe spendete ihm der Erzbischof von Gulu, John Baptist Odama, am 9. Juli desselben Jahres; Mitkonsekratoren waren Paul Lokiru Kalanda, Bischof von Fort Portal, und Joseph Oyanga, Altbischof von Lira.
Papst Franziskus nahm am 23. November 2018 seinen altersbedingten Rücktritt an.